# Chiesa di Sant'Antonino Martire (Fara in Sabina)
La chiesa di Sant'Antonino Martire, nota anche con il titolo di duomo, è la parrocchiale di Fara in Sabina, in provincia di Rieti e sede suburbicaria di Sabina-Poggio Mirteto; fa parte della vicaria dei Martiri Sabini.

## Storia
Non esistono notizie certe riguardo alle origini dell'antico luogo di culto farese, che fu probabilmente risistemato tra il XII e il XIII secolo, ma la più remota e probabile citazione della chiesa arcipresbiterale risale al 1232, quando l'archipresbiteratu de Fara fu menzionato in una lettera di papa Gregorio IX. L'ecclesia S. Antolini de castro Fare fu poi nominata nei resoconti della visita pastorale della Sabina del 1343.
Tra il 1501 e il 1506 la chiesa fu elevata al rango di collegiata. Pochi anni dopo, nel 1513, Sisto della Rovere, abate commendatario di Farfa, fece costruire un nuovo edificio dalle forme tardo-romaniche, inglobando il tempio medievale ipogeo e occupando parte dell'antico cimitero adiacente; le pareti esterne della struttura furono erette in continuità con le mura difensive del borgo, mentre il campanile, ristrutturato nell'occasione, assunse le funzioni anche di torre civica dell'abitato. Inoltre, per garantire una rendita sufficiente al mantenimento della collegiata, furono aggregate alla mensa capitolare numerose cappelle dei dintorni.
Tra il XVII e il XVIII secolo l'interno del duomo fu decorato in stile barocco e arricchito con opere donate da importanti famiglie faresi.
Verso la fine del XIX secolo furono eseguiti alcuni interventi di risistemazione degli interni, che riguardarono in particolare i pavimenti e l'organo. Più complessi lavori di consolidamento strutturale e di restauro dell'intero edificio furono infine realizzati tra il 1996 e il 2009.

## Descrizione

### Esterno
La facciata della chiesa, rivolta a nordovest, è suddivisa da una cornice marcapiano in due registri, entrambi scanditi da quattro lesene che li tripartiscono; la parte centrale, coronata dal frontone, presenta il portale d'ingresso lunettato e una finestra termale, mentre le due laterali sono caratterizzate da finestre di forma rettangolare. 
Ad alcuni metri dal duomo sorge il campanile a base quadrata, suddiviso da cornici in più ordini; la cella presenta su ogni lato una bifora.

### Interno
L'interno dell'edificio, che consta di cinque campate, è suddiviso da pilastri sorreggenti archi a tutto sesto in tre navate, di cui la centrale è voltata a botte e le laterali sono coperte da volte a crociera e concluse da absidiole, esse includono un crocifisso rivestito in pelle umana e il tabernacolo di decorazione del Vignola; al termine dell'aula si sviluppa il presbiterio, chiuso dall'abside a tre lati.